# Osiedle im. Mikołaja Kopernika (Poznań)
Osiedle im. Mikołaja Kopernika – osiedle mieszkaniowe w Poznaniu położone w dwóch jednostkach obszarowych Systemu Informacji Miejskiej (SIM) os. Mikołaja Kopernika (osiedle samorządowe Grunwald Południe) i Junikowo (osiedle samorządowe Junikowo).

## Historia
Osiedle dla 12 000 mieszkańców powstało w wyniku konkursu architektonicznego z 1973. Zwycięzcami rywalizacji byli: Andrzej Łuczkowski (Inwestprojekt Poznań) oraz Andrzej Kurzawski i Piotr Wędrychowicz. Realizacja budowy nastąpiła w latach 1976-1984, przy czym kierownictwo nad pracami przejęła z czasem Izabela Klimaszewska. 
25 maja 1985 szkole podstawowej nr 7 nadano imię Erazma z Rotterdamu i wmurowano z tej okazji stosowną tablicę pamiątkową.
W 1999 utworzono jednostkę pomocniczą miasta Osiedle Kopernika-Raszyn. Nowy statut osiedla z 2010 roku ustanawia nazwę Osiedle Grunwald Południe.

## Toponimia
Nazwy ulic osiedlowych noszą miana wielkich astronomów: Newtona, Galileusza i Keplera.

## Zabudowa
Położone jest pomiędzy ulicami: Jugosłowiańską, Smardzewską i Jawornicką, przedzielone na dwie części ulicą Promienistą.
W latach 90. na południowy zachód od pierwotnej zabudowy powstało osiedle nowocześniejszych budynków (w granicach ulic Jawornicka, Giżycka, Przepiórcza i Grunwaldzka) składające się z około 40 budynków, w planach jest ciągle budowanie nowych. Budynki te nie przystają architektonicznie do starszej części osiedla, należą jednak częściowo do Spółdzielni Mieszkaniowej "Grunwald" i są niejako kontynuacją Osiedla Kopernika.
Jest to jedno z najbardziej zielonych osiedli wielkopłytowych w Poznaniu. Na jego terenie jest wiele drzew i krzewów oraz skwerków z ławkami i miejscami zabaw dla dzieci. Największą oazą zieleni na Grunwaldzie jest Lasek Marceliński (jeden z niewielu tego typu w mieście) położony około 1 kilometra od osiedla, stanowi więc ulubione miejsce spacerów i wypraw tutejszych mieszkańców. Bezpośrednio z blokami sąsiaduje natomiast park ks. Józefa Jasińskiego.
Na dachu budynku znajdującego się pod adresem ulicy Jugosłowiańskiej 54 znajduje się mający około 2,5 metra wysokości blaszany napis z nazwą osiedla – pozostałość po dawnym neonie. Litery nie posiadają obecnie żadnego podświetlenia, co czyni je niewidocznymi w nocy.

## Handel
Na terenie osiedla znajdują się 3 centra handlowo-usługowe w postaci modernistycznych pawilonów powstałych jeszcze w latach 70. mieszczących restauracje, sklepy spożywcze, odzieżowe i AGD, zakłady fryzjerskie i placówki bankowe. Pod koniec lat 90. powstały też dwa duże supermarkety: Piotr i Paweł oraz Hit (później jego miejsce zajęło Tesco, obecnie jest to Centrum Kopernik z marketem Intermarche). 20 marca 1984 otwarto stację benzynową (wówczas CPN) przy ul. Jugosłowiańskiej.

## Komunikacja miejska
W centralnej części osiedla znajduje się pętla autobusowa Os. Kopernika, zaś nieopodal na ul. Kaczej – zajezdnia autobusowa A3 „Kacza”.
W planach jest budowa nowego torowiska tramwajowego wzdłuż ul. Promienistej z pętlą końcową w okolicy skrzyżowania z ul. Jawornicką.

## Kultura
Na osiedlu przy ulicy Galileusza 8 działa Klub Osiedlowy Kopernik Spółdzielni Mieszkaniowej „Grunwald”.

## Osiedle im. Mikołaja Kopernika w kulturze popularnej
Część akcji powieści Jacka Sobczyńskiego Nie rozumiemy się bez słów (Instytut Wydawniczy Latarnik, 2014) rozgrywa się na osiedlu Kopernika w połowie lat 90. XX wieku.

## Galeria zdjęć

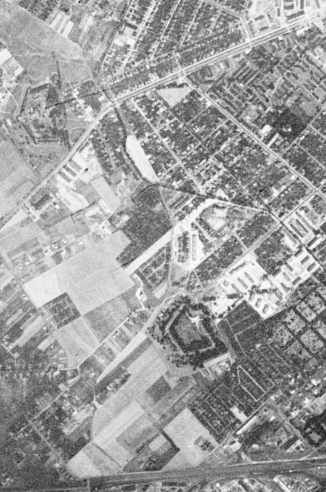
Zdjęcie satelitarne okolic Fortu VIIIa, przyszłego osiedla Kopernika, Kopaniny i przyszłego stadionu piłkarskiego, 1965
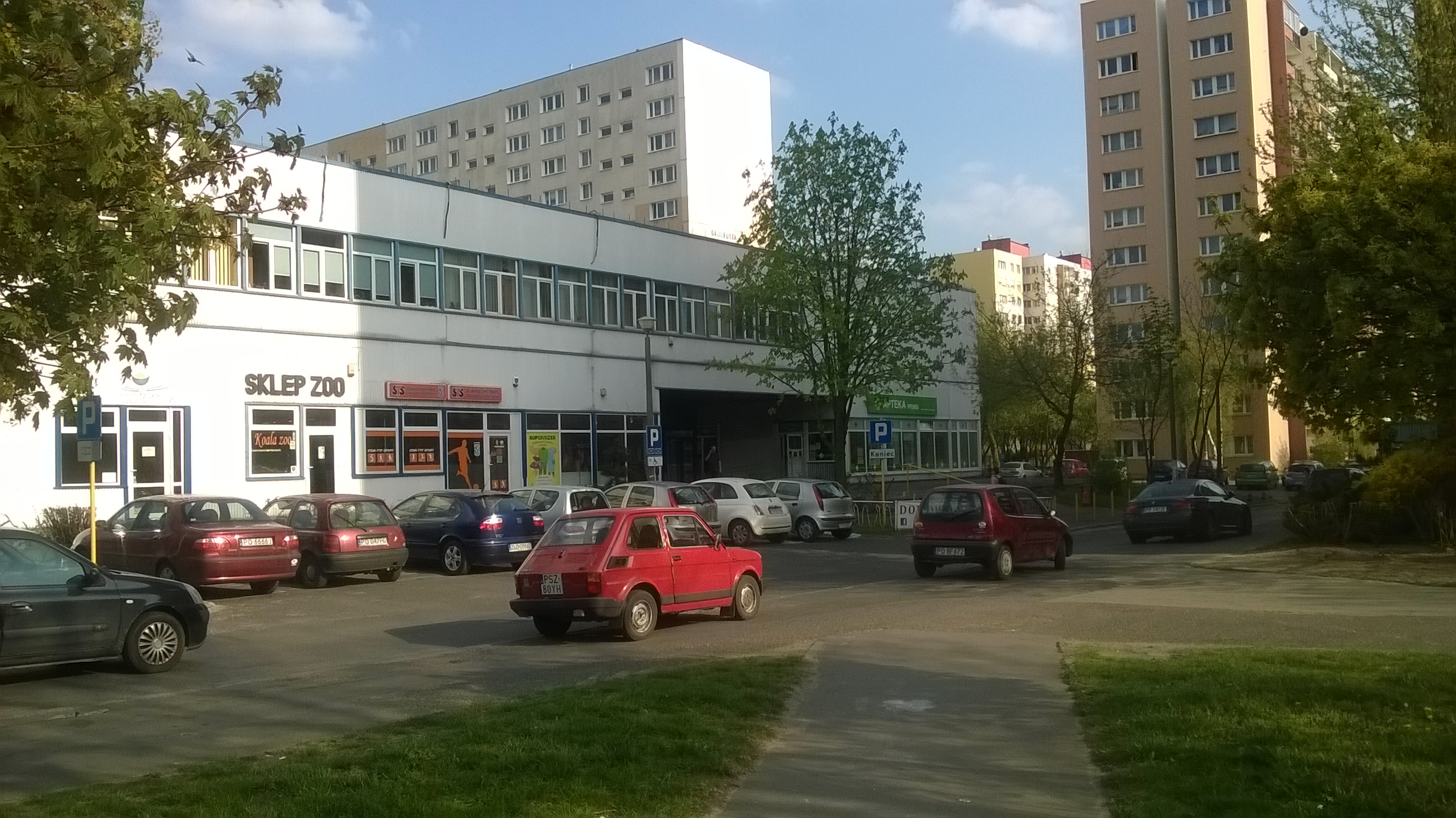
Osiedle Kopernika. Pawilon handlowy przy ul. Galileusza (Saturn) w 2015 roku
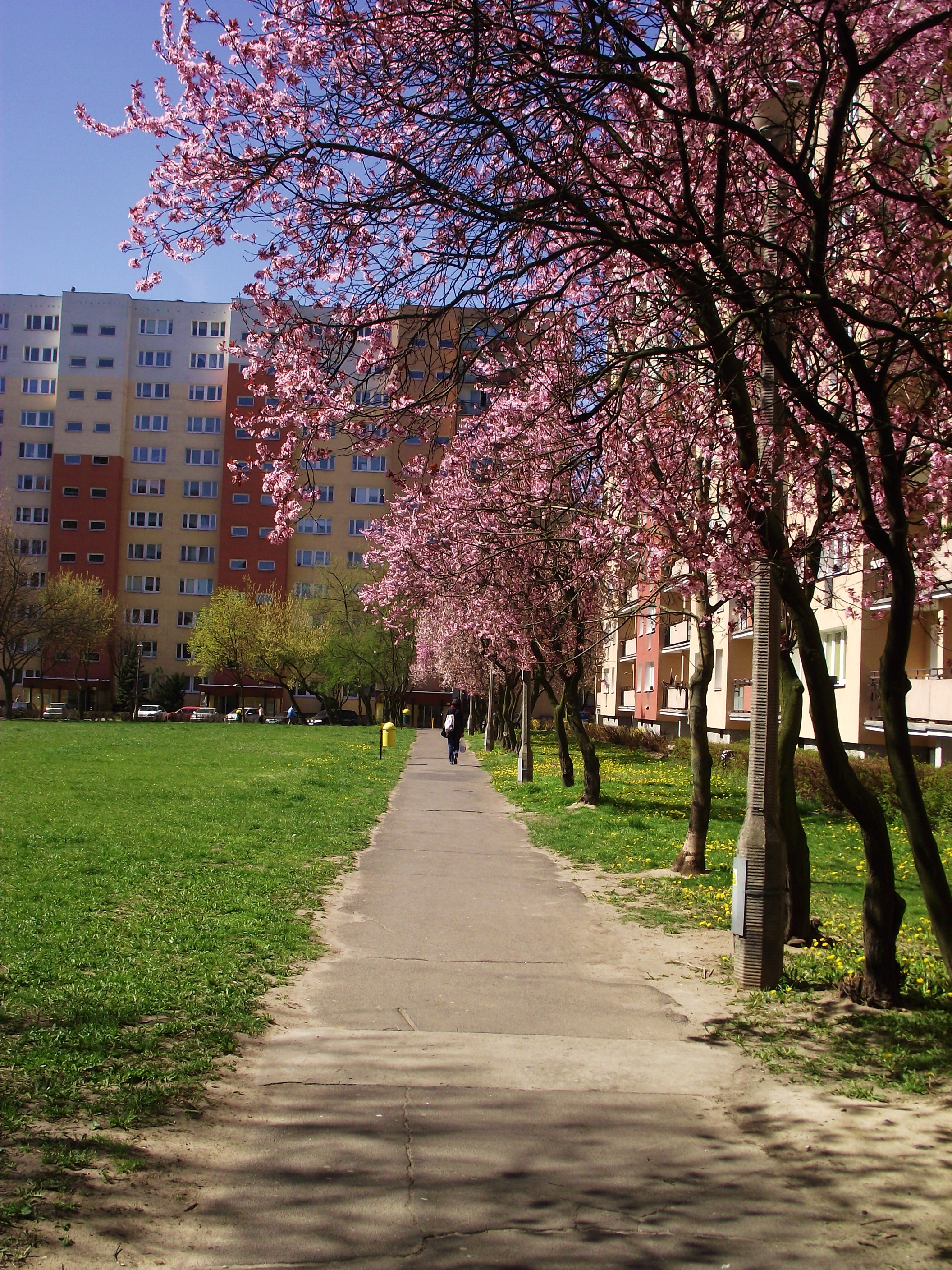
Osiedlowa uliczka (kwartał ul. Galileusza) w roku 2015
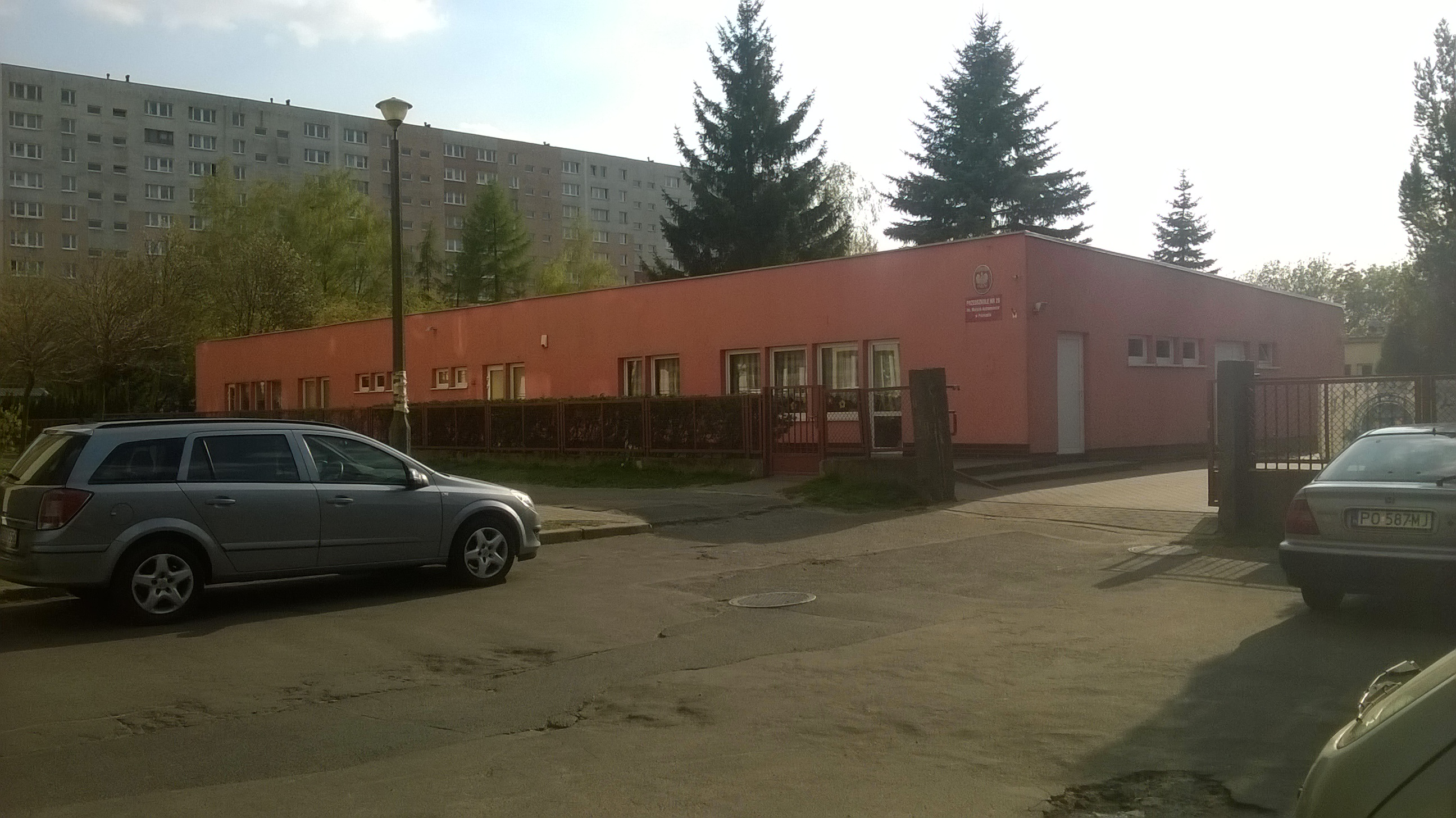
Przedszkole nr 28 im. Małych Astronomów
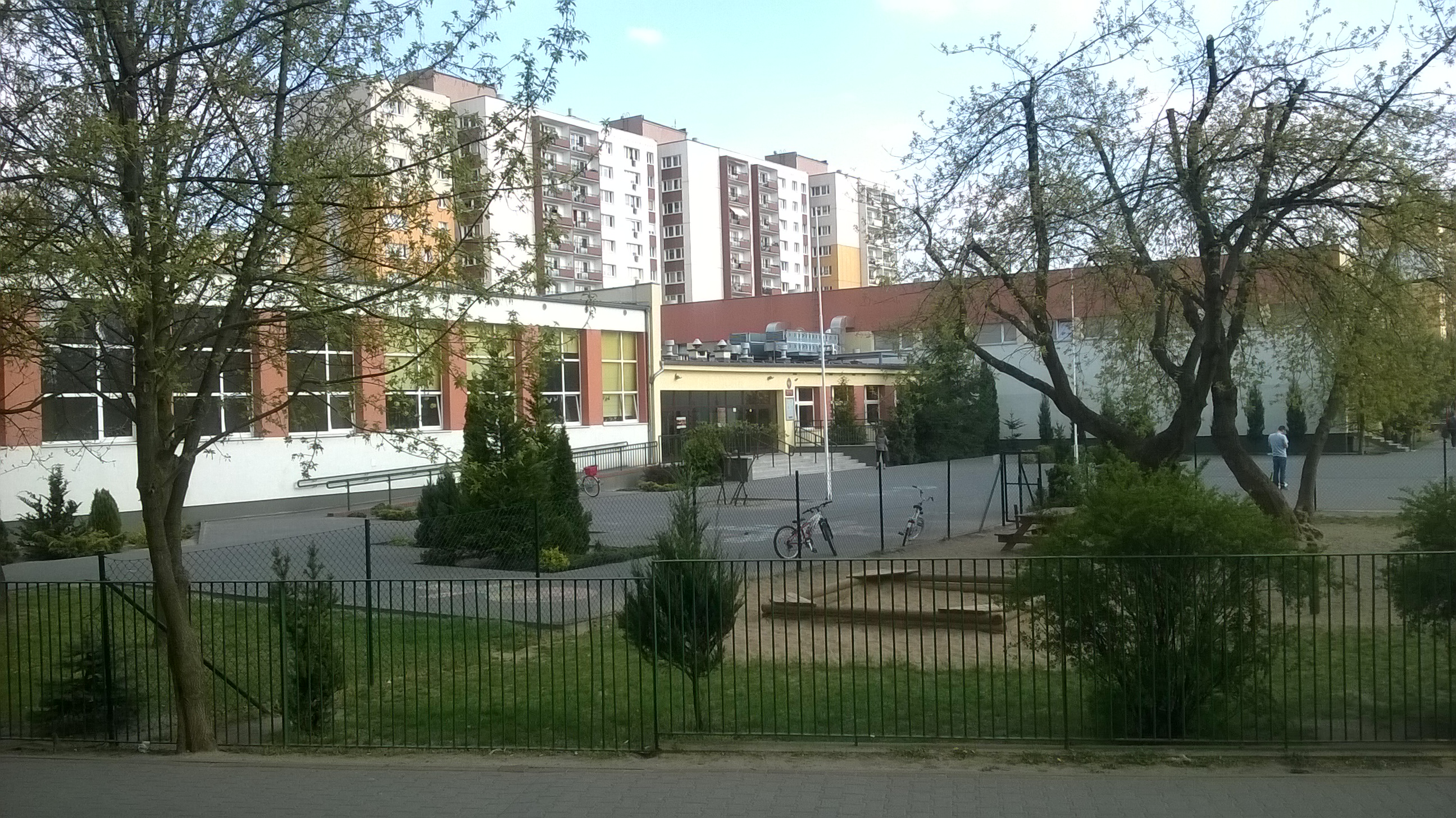
Szkoła podstawowa nr 7 im. Erazma z Rotterdamu
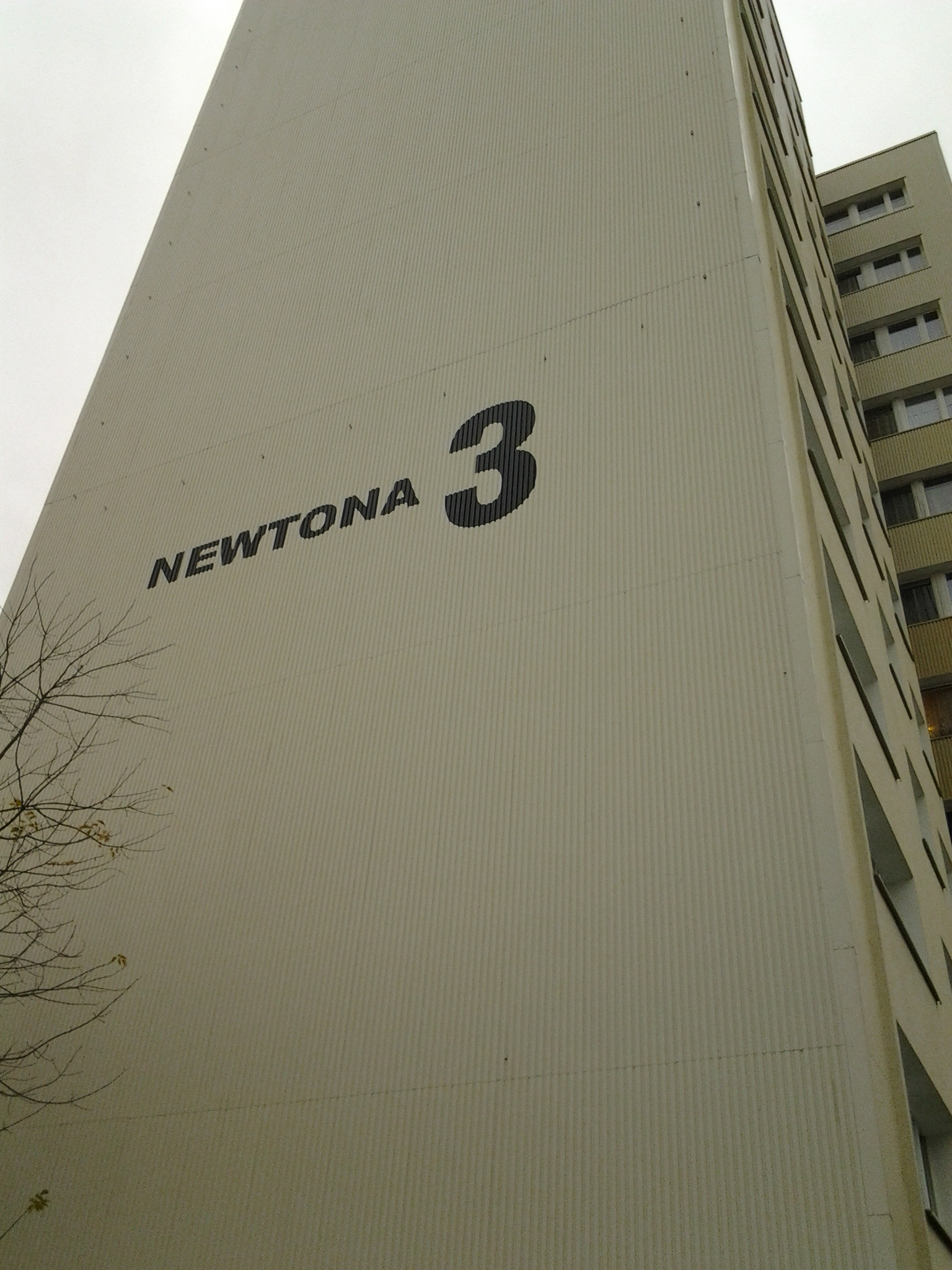
Ściana szczytowa bloku mieszkalnego (ul. Newtona 3)